# Bundestagswahlkreis Neustadt – Grafschaft Schaumburg
Der Bundestagswahlkreis Neustadt – Grafschaft Schaumburg war von 1949 bis 1965 ein Wahlkreis in Niedersachsen. Er umfasste die Landkreise Neustadt am Rübenberge und Grafschaft Schaumburg sowie den westlichen Teil des Landkreises Burgdorf. Nach der Auflösung des Wahlkreises wurde sein Gebiet zur Bundestagswahl 1965 auf die Wahlkreise Schaumburg und Celle aufgeteilt.
Der Wahlkreis wurde stets von Ernst Weltner (SPD) direkt gewonnen.

## Wahlkreissieger
| Jahr | Name          | Partei | Erststimmen |
| ---- | ------------- | ------ | ----------- |
| 1961 | Ernst Weltner | SPD    | 43,3 %      |
| 1957 | Ernst Weltner | SPD    | 37,8 %      |
| 1953 | Ernst Weltner | SPD    | 35,1 %      |
| 1949 | Ernst Weltner | SPD    | 34,5 %      |

## Wahlkreisgeschichte
| Wahl      | Wahlkreisname                       | Gebiet                                                                                              |
| --------- | ----------------------------------- | --------------------------------------------------------------------------------------------------- |
| 1949      | 21 Neustadt – Grafschaft Schaumburg | Landkreis Neustadt am Rübenberge, Landkreis Grafschaft Schaumburg, Landkreis Burgdorf (westl. Teil) |
| 1953–1961 | 43 Neustadt – Grafschaft Schaumburg | Landkreis Neustadt am Rübenberge, Landkreis Grafschaft Schaumburg, Landkreis Burgdorf (westl. Teil) |